# Luděk Pachman
Luděk Pachman, též po emigraci Ludek Pachman (11. května 1924, Bělá pod Bezdězem – 6. března 2003, Pasov) byl československý a od roku 1972 německý mezinárodní šachový velmistr, šachový teoretik, pedagog, publicista a politický aktivista, bratr mezinárodního velmistra kompozičního šachu Vladimíra Pachmana.

## Život
Luděk Pachman se stal roku 1944 mistrem ÚJČS, mezinárodním mistrem roku 1950 a titul velmistra mu byl udělen roku 1954. Hrál v šesti mezipásmových turnajích. Sedmkrát vyhrál mistrovství Československa v šachu (1946, 1953, 1957, 1959, 1961, 1963 a 1966). Zvítězil nebo obsadil čelná místa v řadě dalších silných turnajů (vyhrál například v Bukurešti 1949, v Mar del Plata, Santiagu de Chile a v Sarajevu 1959, v Mariánských Lázních 1960, v Sarajevu 1961 a v Athénách 1968). V období 1952–1966 osmkrát reprezentoval Československo na šachových olympiádách a v letech 1959–1967 působil jako redaktor Československého sportu.
Ačkoli byl zprvu sám komunistou, po událostech roku 1968 změnil své přesvědčení a stal se aktivním antikomunistou a členem katolické církve. Byl několikráte zatčen, vězněn a mučen, nakonec roku 1972 donucen emigrovat do Spolkové republiky Německo, kde vedle své šachové činnosti působil i v emigrantských politických kruzích a v CDU-CSU. V roce 1976 mu bylo odebráno československé občanství, a tak reprezentoval SRN na šachové olympiádě a roku 1978 se stal mistrem SRN. V Německu také působil jako šéfredaktor časopisu Das Schach-Archiv, stálý spolupracovník deníku Die Welt a dalších německých listů.
Po sametové revoluci se vrátil do vlasti a zapojil se do politických kampaní KDU-ČSL. Před rozpadem Československa mluvil o možnosti opětovného připojení Podkarpatské Rusi. Podílel se na založení nakladatelství ŠACHinfo. Žil střídavě v Německu a v Praze, od roku 1998 pouze v Německu, kde i zemřel.[zdroj⁠?!]
O svém členství v komunistické straně po změně svého přesvědčení napsal: „Patřil jsem k podivnému společenství lidí, pro které jakési budoucí vidiny jsou vším a současné utrpení milionů ničím, kteří nenávist vydávají za vyšší lásku a násilí za vyšší svobodu, nadekretované formule za pravdu a mít vlastní odlišný názor za zločin.“
Spisovatel Josef Škvorecký zachytil Pachmanovy životní osudy a názorový přerod v příběhu šachového velmistra Bukavce, jedné z četných vedlejších postav svého románu Mirákl, inspirovaných skutečnými osobami.

## Dílo

### Šachové publikace
- Theorie moderního šachu (5 vydání)
- Jak přelstít svého soupeře? Psychologie a triky v šachu
- Šachové koncovky v praxi
- Šachová zahájení v praxi
- Střední hra v šachové praxi
- 20 lekcí šachu
- Moderní šachová teorie, tři díly
- Rozhodující partie, dva díly
- Moje nejlepší partie
- Šach pro každého

### Ostatní
- Jak to bylo (Toronto 1974, memoáry)
- Boha nelze vyhnat (Vatikán 1976, Praha 1990, nábožensko-politické úvahy a autobiografie).

## Vybrané partie
- Luděk Pachman vs Oleg Nejkirch, Portorož 1958, Queen's Gambit Declined, Semi-Tarrasch (D41), 1-0 Dvojí oběť střelce v útoku na krále
- Luděk Pachman vs Robert James Fischer, Santiago 1959, Indian Game: Anti-Nimzo-indian (E10), 1-0 Pachman na vrcholu své síly byl těžkým soupeřem i pro mladého Fischera, budoucího mistra světa